# Deckelschlüpfer
Nach der Art, wie Fliegen aus ihren Puppen schlüpfen, gliedert man sie in die Untergruppen der Spaltschlüpfer (Orthorrhapha) und Deckelschlüpfer (Cyclorrhapha, griechisch cyclo- „ringförmig“ und raphe „Naht“). Die Deckelschlüpfer sprengen mit ihrer Stirnblase (Ptilinum), in die sie Hämolymphe pressen, den Deckel ihrer Tönnchenpuppe ab. Es handelt sich dabei um die höchstentwickelte Gruppe der Fliegen, zu der die große Masse aller Zweiflügler-Arten gehört.
Sie gliedern sich weiter in die Gruppe der Aschiza, denen die Stirnblase fehlt (hierzu zählen die Schwebfliegen) und die Schizophora, die mit den Calyptratae so bekannte Gruppen wie die Echten Fliegen (darin die Stubenfliege), die Schmeißfliegen und die Raupenfliegen umfasst, sowie die sehr große Anzahl Familien der Acalyptratae, zu denen eine Vielzahl kleiner bis winziger Arten gehören.
Die Calyptratae unterscheiden sich (u. a.) durch den Besitz eines Calypters (einer Flügelschuppe) von den Acalyptratae.
Das Taxon Cyclorrhapha wurde durch Muscomorpha abgelöst (siehe Systematik der Zweiflügler).